# چاینا زون
چاینا زون (انگلیسی: China Zun) ساختمان اداری ۱۰۹ طبقه مستقر در ناحیه چاویانگ، پکن، چین است، که در سال ۲۰۱۸ توسط گروه سیتیک احداث شد.